# Torneio de Roland Garros de 2010
O Torneio de Roland Garros de 2010 foi um torneio de tênis disputado nas quadras de saibro do Stade Roland Garros, em Paris, na França, entre 23 de maio e 6 de junho. Corresponde à 43ª edição da era aberta e à 109ª de todos os tempos.

## Finais

### Profissional
| Categoria | Evento    | Campeã(s)(o/ões)                  | Vice-campeã(s)(o/ões)            | Resultado         | Chave(s)  | Chave(s)       |
| --------- | --------- | --------------------------------- | -------------------------------- | ----------------- | --------- | -------------- |
| Simples   | Masculino | Rafael Nadal                      | Robin Soderling                  | 6–4, 6–2, 6–4     | principal | qualificatório |
| Simples   | Feminino  | Francesca Schiavone               | Samantha Stosur                  | 6–4, 7–62         | principal | qualificatório |
| Duplas    | Masculino | Daniel Nestor Nenad Zimonjić      | Lukáš Dlouhý Leander Paes        | 7–5, 6–2          | principal | principal      |
| Duplas    | Feminino  | Serena Williams Venus Williams    | Květa Peschke Katarina Srebotnik | 6–2, 6–3          | principal | principal      |
| Duplas    | Misto     | Katarina Srebotnik Nenad Zimonjić | Yaroslava Shvedova Julian Knowle | 4–6, 7–65, [11–9] | principal | principal      |

### Juvenil
| Categoria | Evento    | Campeã(s)(o/ões)              | Vice-campeã(s)(o/ões)                            | Resultado | Chave(s)  | Chave(s)       |
| --------- | --------- | ----------------------------- | ------------------------------------------------ | --------- | --------- | -------------- |
| Simples   | Masculino | Agustín Velotti               | Andrea Collarini                                 | 6–4, 7–5  | principal | qualificatório |
| Simples   | Feminino  | Elina Svitolina               | Ons Jabeur                                       | 6–2, 7–5  | principal | qualificatório |
| Duplas    | Masculino | Duilio Beretta Roberto Quiroz | Facundo Argüello Agustín Velotti                 | 6–3, 6–2  | principal | principal      |
| Duplas    | Feminino  | Tímea Babos Sloane Stephens   | Lara Arruabarrena Vecino María Teresa Torró Flor | 6–2, 6–3  | principal | principal      |

### Cadeirante
| Categoria | Evento    | Campeã(s)(o/ões)               | Vice-campeã(s)(o/ões)          | Resultado        | Chave     |
| --------- | --------- | ------------------------------ | ------------------------------ | ---------------- | --------- |
| Simples   | Masculino | Shingo Kunieda                 | Stefan Olsson                  | 6–4, 6–0         | principal |
| Simples   | Feminino  | Esther Vergeer                 | Sharon Walraven                | 6–0, 6–0         | principal |
| Duplas    | Masculino | Stéphane Houdet Shingo Kunieda | Robin Ammerlaan Stefan Olsson  | 6–0, 5–7, [10–8] | principal |
| Duplas    | Feminino  | Daniela Di Toro Aniek van Koot | Esther Vergeer Sharon Walraven | 3–6, 6–3, [10–4] | principal |

### Outros eventos
| Categoria        | Evento                      | Campeã(s)(o/ões)                   | Vice-campeã(s)(o/ões)          | Resultado | Chave     |           |
| ---------------- | --------------------------- | ---------------------------------- | ------------------------------ | --------- | --------- | --------- |
| Duplas lendárias | Masculino acima de 45 anos  | John McEnroe Andrés Gómez          | Mansour Bahrami Henri Leconte  | 6–1, 6–1  | principal | principal |
| Duplas lendárias | Masculino abaixo de 45 anos | Yevgeny Kafelnikov Andriy Medvedev | Goran Ivanišević Michael Stich | 6–1, 6–1  | principal | principal |
| Duplas lendárias | Feminino                    | Martina Navrátilová Jana Novotná   | Iva Majoli Nathalie Tauziat    | 6–4, 6–2  | principal | principal |